# Dodecaceria saxicola
Dodecaceria saxicola är en ringmaskart som först beskrevs av Grube 1855.  Dodecaceria saxicola ingår i släktet Dodecaceria och familjen Cirratulidae. Inga underarter finns listade i Catalogue of Life.